# Riesenwuchs
Riesenwuchs, Hypersomie oder Gigantismus bezeichnet in der Regel einen ausgeprägten, proportionierten Hochwuchs des Menschen, der nach ICD-10 in einen konstitutionellen Riesenwuchs (E34.4) und einen hypophysären Riesenwuchs (E22.0) unterteilt wird. Letzterer ist durch eine vermehrte Produktion von Somatotropin (einem Wachstumshormon) während der Wachstumsphase bedingt.

Fedor Machnow (1878–1912) hatte eine Körperlänge von 2,38 m.

Als riesenwüchsig gelten Menschen im obersten Perzentil der Körpergröße. Diese Perzentilangaben beziehen sich jeweils auf die statistische Größenverteilungskurve von Personen gleichen Alters, Geschlechts und ethnischer Herkunft. Riesenwuchs tritt auch bei Nutz- und Zierpflanzen auf und
ist dabei meistens auf Polyploidie zurückzuführen.
Ein vorwiegend die Gliedmaßen betreffender Riesenwuchs wird auch als Makromelie oder Megalomelie, ein auf innere Organe beschränkter Riesenwuchs als Viszeromegalie und der alleinige Riesenwuchs der Körperendteile (Akren) wird als Akromegalie bezeichnet.
Sultan Kösen (* 10. Dezember 1982 in Mardin, Türkei) gilt nach der Anerkennung durch die Guinness World Records als größter lebender Mensch. Am 8. Februar 2011 wurde er mit seinen 251 cm Körperlänge in das Guinness-Buch der Rekorde aufgenommen.

## Im Rahmen von Syndromen
Bei einer Reihe von Syndromen tritt ein Riesenwuchs auf:
- Kongenitale kontrakturelle Arachnodaktylie
- Homozystinurie Typ I
- Mikrodeletionssyndrom Xp22.3 (Ichthyosis und männlicher Hypogonadismus)[4]
- Klinefelter-Syndrom
- Progressive Lipodystrophie
- McCune-Albright-Syndrom
- Pasqualini-Syndrom (Leydig cell hypoplasia due to LHB deficiency)[5]
- Simpson-Golabi-Behmel-Syndrom
- Weaver-Syndrom
- Beckwith-Wiedemann-Syndrom
- XYY-Syndrom

Weitere Syndrome sind unter Großwuchssyndrom zu finden.

## Weitere Formen
- Fetaler Riesenwuchs, s. Makrosomie
- eunuchoider Riesenwuchs, disproportioniert mit Betonung der Oberlänge
- partieller Riesenwuchs wie bei angiektatischem Riesenwuchs, einem sporadisch auftretenden Fehlbildungssyndrom; Halbseitenriesenwuchs (Hemihypertrophie); Dolichostenomelie; Elephantiasis congenita hereditaria; Marfan-Syndrom, Proteus-Syndrom
- lokaler Riesenwuchs wie bei Makrodaktylie

## Riesen in der Schaustellerei
Gegen Ende des 16. Jahrhunderts lässt sich die Schaustellung von Riesen, welche ihre ungewöhnliche Körpergröße zum Geschäft machten, nachweisen. In Paris soll 1571 ein Gigant aus Siebenbürgen, der sich in einer Mietwohnung bewundern ließ, regen Zulauf gehabt haben. Einige dieser Schauriesen wie der 236 Zentimeter große Cornelius MacGrath oder James Murphy, der oft zusammen mit der Schweizer Riesin Marie Schubinger auftrat, stammten aus Irland. Die Auftritte der Riesin Dora Helms werden besonders grotesk geschildert. Sie war 1907 im Berliner Passage-Panoptikum als „Riesenbackfisch Dora“ und als „Brunhilde“ zu sehen. Auf der Pariser Weltausstellung 1937 debütierte Georg Kiefer, der sich „Riese aus dem Elsass“ nannte und aus Metz stammte. Im Tivoli in Stockholm stellte der aus Mozambique stammende Gabriel Munjane seine riesenhafte Körpergröße von 261 Zentimetern noch Anfang der 1970er-Jahre zur Schau.

## Die größten Menschen
Siehe auch: Liste der größten Personen
- Der bislang größte Mensch war der Amerikaner Robert Wadlow. Er starb 1940 im Alter von 22 Jahren mit 2,72 m[7] und wäre vermutlich noch 2,88 m geworden.
- Die größte Frau war Trijntje Keever. Sie starb 1633 im Alter von 17 Jahren und hatte zu der Zeit eine Größe von 2,55 m.
- Die Chinesin Zeng Jinlian war mit 2,48 m die zweitgrößte Frau. Sie starb 1982 im Alter von 17 Jahren. Da die Daten von Trijntje Keever nicht nach heutigen Standards medizinisch gesichert wurden, wurde sie im Guinness-Buch der Rekorde 2000 als größte Frau, die je gelebt hat, geführt.[7]

## Die größten noch lebenden Menschen
Siehe auch: Liste der größten Personen
- Sultan Kösen (* 1982) misst 2,51 m.[8]
- Der Algerier Mounir Fourar war mit 20 Jahren 2,44 m groß.